# Хелгенбергер, Марг
Мэри Марг Хелгенбергер (англ. Mary Marg Helgenberger; род. 16 ноября 1958) — американская актриса, наиболее известная по ролям криминалиста Кэтрин Уилоуз в телесериале «C.S.I.: Место преступления» и проститутки Кей Си Коловски в сериале «Чайна-Бич», которая принесла ей премию «Эмми» за лучшую женскую роль второго плана в драматическом сериале в 1990 году.

## Карьера
Хелгенбергер начала свою карьеру в семидесятых на радио в Кирни, штат Небраска. В 1981 году она получила роль в дневной мыльной опере «Надежда Райан», где снималась последующие несколько лет. Она покинула мыльную оперу в 1986 году чтобы начать карьеру в прайм-тайм и начала появляться в эпизодах различных сериалов, а в 1987 году снялась в недолго просуществовавшем ситкоме канала CBS.
В 1988 году Хелгенбергер получила роль проститутки и феминистки К.С Коловски в сериале «Чайна-Бич» с Даной Дилейни. В 1990 году она выиграла премию «Эмми» за лучшую женскую роль второго плана в драматическом телесериале за свою роль. В 1989 году она дебютировала на большом экране в фильме «После полуночи», а после сыграла в фильме Стивена Спилберга «Всегда». После завершения «Чайна-Бич», в 1991 году, карьера Хелгенбергер складывалась не очень успешно и она снималась в основном низкобюджетных и сделанных для телевидения фильмах. В середине девяностых, после успешной роли в фильме 1994 года «У ковбоев так принято», она имела умеренный успех благодаря ролям второго плана в фильмах «Плохие парни», «Особь», «Огонь из преисподней» и «Эрин Брокович». Также у неё была второстепенная роль подруги Джорджа Клуни в телесериале «Скорая помощь» в 1996 году.
В 2000 году Марг Хелгенбергер получила свою самую значимую в карьере роль — криминалиста Кэтрин Уилоуз в телесериале «C.S.I.: Место преступления». Первоначально запускавшийся без особых надежд на успех, сериал ко второму сезону поднялся до второй строчки самых популярных программ года, а в третьем сезоне занял первое место. За исполнение своей роли Хелгенбергер дважды номинировалась на премию «Эмми» за лучшую женскую роль в драматическом телесериале, а также «Золотой глобус» за лучшую женскую роль в телевизионном сериале — драма и стала одной из наиболее высокооплачиваемых актрис на телевидении. Она покинула шоу в начале 2012 года, после двенадцати сезонов.
23 января 2012 года Марг Хелгенбергер получила собственную звезду на голливудской «Аллее славы».

## Личная жизнь
В 1984 году Марг Хелгенбергер познакомилась с Аланом Розенбергом, пара поженилась в 1989 году.
21 октября 1990 года у пары родился сын, Хью Говард Розенберг, названный в честь покойного отца Хелгенбергер — Хью Хелгенбергера. 1 декабря 2008 года пара объявила, что они расстались, и 25 марта 2009 года Марг подала на развод.

## Фильмография

### Кино
| Год  | Название на русском    | Оригинальное название             | Роль               | Примечания                  |
| ---- | ---------------------- | --------------------------------- | ------------------ | --------------------------- |
| 1989 | После полуночи         | After Midnight                    | Алекс              | новелла: All Night Operator |
| 1989 | Всегда                 | Always                            | Рэйчел             |                             |
| 1989 | —                      | Peacemaker                        | миссис Купер       | короткометражный фильм      |
| 1991 | Нечестные сердца       | Crooked Hearts                    | Дженетта           |                             |
| 1993 | Дальние родственники   | Distant Cousins                   | Конни              |                             |
| 1994 | У ковбоев так принято  | The Cowboy Way                    | Маргаретт          |                             |
| 1994 | Слепая месть           | Blind Vengeance                   | н/д                |                             |
| 1995 | Плохие парни           | Bad Boys                          | Элисон Синклер     |                             |
| 1995 | Особь                  | Species                           | доктор Лора Бейкер |                             |
| 1995 | О пользе подглядывания | Just Looking                      | Дарлин Карпентер   |                             |
| 1996 | Мои дорогие американцы | My Fellow Americans               | Джоанна            | не указана в титрах         |
| 1997 | Самоубийца             | The Last Time I Committed Suicide | Лиззи              |                             |
| 1997 | Огонь из преисподней   | Fire Down Below                   | Сара Келлогг       |                             |
| 1998 | Особь 2                | Species 2                         | доктор Лора Бейкер |                             |
| 2000 | Эрин Брокович          | Erin Brockovich                   | Донна Дженсен      |                             |
| 2004 | Крутая компания        | In Good Company                   | Энн                |                             |
| 2007 | Кто вы, мистер Брукс?  | Mr. Brooks                        | Эмма Брукс         |                             |
| 2008 | День Колумба           | Columbus Day                      | Элис               |                             |
| 2009 | Чудо-женщина           | Wonder Woman                      | Гера               | мультфильм; озвучка         |
| 2016 | Почти друзья           | Almost Friends                    | Саманта            |                             |
| 2019 | Собачья жизнь 2        | A Dog’s Journey                   | Ханна              |                             |

### Телевидение
| Год       | Название на русском                           | Оригинальное название                                          | Роль                           | Примечания                                |
| --------- | --------------------------------------------- | -------------------------------------------------------------- | ------------------------------ | ----------------------------------------- |
| 1982—1985 | Надежда Райан                                 | Ryan’s Hope                                                    | Шивон Райан Новак              | телесериал; 27 эпизодов                   |
| 1986      | Спенсер                                       | Spenser: For Hire                                              | Нэнси Кеттеринг                | эпизод: An Eye for an Eye                 |
| 1987      | —                                             | Shell Game                                                     | Натали Тейер                   | телесериал: основная роль                 |
| 1987      | Песня Карен                                   | Karen’s Song                                                   | Франси                         | эпизод: You’ve Got a Friend               |
| 1987      | Мэтлок                                        | Matlock                                                        | Виктория Роллинс / Лора Норвуд | эпизод: The Gambler                       |
| 1987      | Тридцать-с-чем-то                             | Thirtysomething                                                | Купер                          | эпизод: Weaning                           |
| 1988—1991 | Чайна-Бич                                     | China Beach                                                    | Карен «Кей Си» Коловски        | телесериал; основная роль                 |
| 1990      | Слепая месть                                  | Blind Vengeance                                                | Вирджиния Уайтлоу              | телефильм                                 |
| 1991      | Сны о смерти                                  | Death Dreams                                                   | Криста Уэстфилд                | телефильм                                 |
| 1991      | Байки из склепа                               | Tales from the Crypt                                           | Вики                           | эпизод: Deadline                          |
| 1991      | Скрытая комната                               | The Hidden Room                                                | Джейн                          | эпизод: A Friend in Need                  |
| 1992      | В болезни и в здравии                         | In Sickness and in Health                                      | Мики                           | телефильм                                 |
| 1992      | Глазами убийцы                                | Through the Eyes of a Killer                                   | Лори Фишер                     | телефильм                                 |
| 1993      | Томминокеры: Проклятье подземных призраков    | The Tommyknockers                                              | Роберта «Бобби» Андерсон       | мини-сериал; основная роль                |
| 1993      | Когда любовь убивает: Соблазнение Джона Хирна | When Love Kills: The Seduction of John Hearn                   | Дебби Банистер                 | телефильм                                 |
| 1993      | Падшие ангелы                                 | Fallen Angels                                                  | Ив Кресси                      | эпизод: I’ll Be Waiting                   |
| 1993      | Партнёры                                      | Partners                                                       | Джорджанн Бидуэлл              | короткометражный телефильм                |
| 1994      | Схватка со львами                             | Lie Down With Lions                                            | Кейт Нессен                    | телефильм                                 |
| 1994      | Где мои дети?                                 | Where Are My Children?                                         | Ванесса Майер Вернон Скотт     | телефильм                                 |
| 1994      | По следу маньяка                              | Keys                                                           | Морин «Кик» Кикасола           | телефильм                                 |
| 1995      | Шоу Ларри Сандерса                            | The Larry Sanders Show                                         | Сьюзан Эллиотт                 | эпизод: Nothing Personal                  |
| 1995      | Легко воспламеняющийся                        | Inflammable                                                    | лейтенант Кей Долан            | телефильм                                 |
| 1996      | Головоломка                                   | Conundrum                                                      | детектив Роуз Экберг           | телефильм                                 |
| 1996      | Скорая помощь                                 | ER                                                             | Карен Хайнс                    | телесериал; 5 эпизодов                    |
| 1997      | Убийство в прямом эфире                       | Murder Live!                                                   | Пиа Постман                    | телефильм                                 |
| 1997      | Золотой берег                                 | Gold Coast                                                     | Карен Дисилиа                  | телефильм                                 |
| 1998      | Война в заливе                                | Thanks of a Grateful Nation                                    | Джеррилинн Фолз                | телефильм                                 |
| 1998      | Избавление от призраков                       | Giving Up the Ghost                                            | Анна Хобсон                    | телефильм                                 |
| 1999      | Дело «смеющихся человечков»                   | Happy Face Murders                                             | Джен Пауэлл                    | телефильм                                 |
| 1999      | Смертельные узы                               | Lethal Vows                                                    | Эллен Фаррис                   | телефильм                                 |
| 1999      | —                                             | Partners                                                       | Ив Даррин                      | эпизод: Pilot                             |
| 2000      | Фрейзер                                       | Frasier                                                        | Эмили                          | эпизод: Out with Dad                      |
| 2000      | Идеальное убийство, идеальный город           | Perfect Murder, Perfect Town: JonBenét and the City of Boulder | Пэтси Рамси                    | мини-сериал                               |
| 2000—2013 | C.S.I.: Место преступления                    | CSI: Crime Scene Investigation                                 | Кэтрин Уиллоуз                 | телесериал; основная роль                 |
| 2004      | Царь горы                                     | King of the Hill                                               | миссис Хановер                 | эпизод: Hank’s Back; мультсериал; озвучка |
| 2014      | Искусственный интеллект                       | Intelligence                                                   | Лиллиан Стрэнд                 | телесериал; основная роль                 |
| 2015      | Под куполом                                   | Under the Dome                                                 | Кристин Прайс                  | телесериал; роль второго плана            |
| 2015      | CSI: Бессмертие                               | CSI: Immortality                                               | Кэтрин Уиллоуз                 | телефильм                                 |
| 2017      | В тылу врага                                  | Behind Enemy Lines                                             | адмирал Бобби Декер            | телефильм                                 |
| 2019—2023 | Всем встать                                   | All Rise                                                       | Лиза Беннер                    | телесериал; основная роль                 |
| 2022—2024 | C.S.I.: Место преступления Вегас              | CSI: Vegas                                                     | Кэтрин Уиллоуз                 | телесериал; основная роль                 |

### Игры
| Год  | Название                                      | Роль           | Примечания |
| ---- | --------------------------------------------- | -------------- | ---------- |
| 2003 | CSI: Crime Scene Investigation                | Кэтрин Уиллоуз |            |
| 2004 | CSI: Crime Scene Investigation — Dark Motives | Кэтрин Уиллоуз |            |

## Награды и номинации
| Год  | Награда                        | Категория                                                               | Название работы            | Результат |
| ---- | ------------------------------ | ----------------------------------------------------------------------- | -------------------------- | --------- |
| 1991 | Золотой глобус                 | Лучшая актриса второго плана в мини-сериале, телесериале или телефильме | Чайна-Бич                  | Номинация |
| 2002 | Золотой глобус                 | Лучшая актриса в телевизионном сериале — драма                          | C.S.I.: Место преступления | Номинация |
| 2003 | Золотой глобус                 | Лучшая актриса в телевизионном сериале — драма                          | C.S.I.: Место преступления | Номинация |
| 1990 | Эмми                           | Лучшая актриса второго плана в драматическом телесериале                | Чайна-Бич                  | Победа    |
| 1991 | Эмми                           | Лучшая актриса второго плана в драматическом телесериале                | Чайна-Бич                  | Номинация |
| 1992 | Эмми                           | Лучшая актриса второго плана в драматическом телесериале                | Чайна-Бич                  | Номинация |
| 2001 | Эмми                           | Лучшая актриса в драматическом телесериале                              | C.S.I.: Место преступления | Номинация |
| 2003 | Эмми                           | Лучшая актриса в драматическом телесериале                              | C.S.I.: Место преступления | Номинация |
| 2001 | Спутник                        | Лучшая актриса в телевизионном сериале — драма                          | C.S.I.: Место преступления | Номинация |
| 2002 | Премия Гильдии киноактёров США | Лучший актёрский состав в драматическом сериале                         | C.S.I.: Место преступления | Номинация |
| 2003 | Премия Гильдии киноактёров США | Лучший актёрский состав в драматическом сериале                         | C.S.I.: Место преступления | Номинация |
| 2004 | Премия Гильдии киноактёров США | Лучший актёрский состав в драматическом сериале                         | C.S.I.: Место преступления | Номинация |
| 2005 | Премия Гильдии киноактёров США | Лучший актёрский состав в драматическом сериале                         | C.S.I.: Место преступления | Победа    |
| 2005 | People’s Choice Awards         | Любимая телезвезда                                                      | н/д                        | Номинация |